# Zeitschrift für kritische Theorie
Die Zeitschrift für kritische Theorie (ZkT) ist eine interdisziplinär ausgerichtete, geisteswissenschaftliche Fachzeitschrift, die sich inhaltlich an der Kritischen Theorie des Frankfurter Instituts für Sozialforschung der 1930 bis 1960er Jahre orientiert, jedoch auch offen ist für Themen und Debatten aus anderen Theorietraditionen, die der kritischen Theorie verbunden sind.

## Geschichte
Die ZkT erscheint seit 1995. Sie wurde in Zusammenarbeit mit dem Lüneburger zu Klampen Verlag von Gerhard Schweppenhäuser (Herausgeber), Sven Kramer und Christoph Türcke (Redakteure) gegründet. Derzeit arbeiten in der Redaktion: Roger Behrens, Thomas Friedrich, Philip Hogh, Sven Kramer, Susanne Martin, Gerhard Schweppenhäuser und Dirk Stederoth. Weitere Redakteure waren: Wolfgang Bock, Christoph Görg, Peter Moritz, Martin Niederauer, Claudia Rademacher. Bis 2004 erschien die Zeitschrift zweimal im Jahr, seit 2005 erscheint sie als Doppelheft. Seit 2024 vertreibt der Felix Meiner Verlag die elektronische Version der ZkT. Alle bislang erschienenen Ausgaben sind auch in dieser Form verfügbar.

## Inhalt
Die Zeitschrift versteht sich als »Plattform für Debatten über kritische Theorie und ihre konkreten Anwendungen […]. Die Kleinschreibung des Wortes ›kritisch‹ im Titel weist darauf hin, dass dieser Theorietypus über die Lokalisierung in Frankfurt hinausreicht«. In der programmatischen Vorrede zum ersten Heft wurde die Intention der Zeitschrift dahingehend beschrieben, dass man »vereinzelte theoretische Anstrengungen thematisch bündeln und […] kontinuierlich präsentieren« und vor allem »Diskussionen anregen und organisieren« wolle, »die ebenso der Klärung des methodischen Selbstverständnisses gegenwärtiger kritischer Theorie dienen […] wie der Reflexion auf ihre gegenwärtigen Aufgaben.« Im Lauf der Zeit wurden auf diese Weise, so die Herausgeber im Jahre 2020, »internationale Gesprächszusammenhänge in Europa, Latein- und Nordamerika etabliert«.
Die Hefte enthalten die Rubriken Abhandlungen, Einlassungen und Besprechungen. Hinzu kommen Debatten bzw. Schwerpunkte. Zu diesen zählen: Elemente des Antisemitismus heute (2025); Kritische Theorie und Psychoanalyse (2024); Die Lehre in der Kritischen Theorie (2023); Castoriadis und die Kritische Theorie (2022); Aktuelle Orientierungen kritischer Theorie (2021–2024); Die Tiere der kritischen Theorie (2020); Adorno und Sonnemann (2019); Das Projekt Negt/Kluge und die Geschichte der Gegenwart kritischer Theorie (2018); Die aktuelle gesellschaftliche Lage der Musik (2017); Ökonomie und Krise (2009); Kritik mit und an Adorno (2005); Kritik heute: Begriffe, Gegenstände, Methoden (1999–2002).

## Autorinnen und Autoren (Auswahl)
- Adorno, Theodor W.
- Bauman, Zygmunt
- Becker-Schmidt, Regina
- Becker, Egon
- Berger, Maxi
- Bloch, Jan Robert
- Böhme, Gernot
- Braunstein, Dirk
- Brumlik, Micha
- Brunkhorst, Hauke
- Buckel, Sonja
- Bürger, Christa
- Bürger, Peter
- Burghardt, Daniel
- Claussen, Detlev
- Dahmer, Helmut
- Decker, Oliver
- Demirović, Alex
- Deuber-Mankowsky, Astrid
- Duarte, Rodrigo
- Durão, Fabio Akcelrud
- Dussel, Enrique
- Düttmann, Alexander García
- Eidam, Heinz
- Ette, Wolfram
- Feenberg-Dibon, Anne-Marie
- Feenberg, Andrew
- Freytag, Tatjana
- Gandesha, Samir
- Gandler, Stefan
- Goodman-Thau, Eveline
- Greiert, Andreas
- Greven, Michael Th.
- Gruschka, Andreas
- Harnischmacher, Iris
- Hartle, Johan F.
- Haug, Frigga
- Haug, Wolfgang Fritz
- Hayner, Jakob
- Hindrichs, Gunnar
- Hirsch, Joachim
- Hirsch, Michael
- Hofstätter, Antonia
- Honneth, Axel
- Hörisch, Jochen
- Jameson, Fredric
- Jansen, Peter-Erwin
- Jay, Martin
- Jepsen, Per
- Kellner, Douglas
- Khurana, Thomas
- Klaue, Magnus
- Klein, Richard
- Knapp, Gudrun-Axeli
- Kogler, Susanne
- Kohlmann, Ulrich
- König, Hans-Dieter
- Kurz, Robert
- Laster, Kathy
- Lemm, Vanessa
- Lenhard, Philipp
- Lenk, Kurt
- Leslie, Esther
- Lettow, Susanne
- Liessmann, Konrad Paul
- Lindner, Burkhardt
- Loick, Daniel
- Macdonald, Iain
- Mahnkopf, Claus-Steffen
- Martins, Ansgar
- Mattutat, Liza
- Menke, Christoph
- Mensching, Günther
- Mettin, Martin
- Nicholsen, Shierry Weber
- Paetzold, Heinz
- Prokop, Dieter
- Rantis, Konstantinos
- Raulet, Gérard
- Reemtsma, Jan-Philipp
- Reijen, Willem van
- Rensmann, Lars
- Resch, Christine
- Richter, Gerhard
- Ritsert, Jürgen
- Romero, José M.
- Rosen, Zvi
- Ruschig, Ulrich
- Saar, Martin
- Salzborn, Samuel
- Sautermeister, Gert
- Schiller, Hans-Ernst
- Schmid Noerr, Gunzelin
- Schmidt, Alfred
- Schmied-Kowarzik, Wolfdietrich
- Schmieder, Falko
- Schweppenhäuser, Hermann
- Seiwert, Elvira
- Seligmann-Silva, Márcio
- Shapiro, Jeremy J.
- Sørensen, Asger
- Sommer, Marc Nicolas
- Sonderegger, Ruth
- Sonnemann, Ulrich
- Städtler, Michael
- Stakemeier, Kerstin
- Steinert, Heinz
- Stögner, Karin
- Thein, Christian
- Tholen, Toni
- Tränkle, Sebastian
- Türcke, Christoph
- Vinnai, Gerhard
- Umrath, Barbara
- Voller, Christian
- Wallat, Hendrik
- Wohlfahrt, Irving
- Zamora, José A.
- Žižek, Slavoj
- Ziege, Eva-Maria
- Zuckermann, Moshe
- Zunke, Christine